# Фатьма Песенд Ханым-эфенди
Фатьма́ Песе́нд Ханы́м-эфе́нди (тур. Fatma Pesend Hanım Efendi); также Фатыма́ Песе́нд Ханы́м-эфе́нди (тур. Fatıma Pesend Hanım Efendi; 13 февраля 1876, Стамбул — 5 ноября 1924, там же) — третья жена (икбал) османского султана Абдул-Хамида II и мать Хатидже-султан.

## Биография

### Происхождение
По данным турецких мемуаристов Харуна и Лейлы Ачба, Фатьма Песенд родилась 13 февраля 1876 года на семейной вилле на улице Хорхор в Стамбуле; отцом её был абазинский князь Сами-бей Ачба (1839—1915), матерью — татарская княжна Фатыма Исмаилевна Мамлеева (1844—1923), принадлежавшая к крымской династии Гиреев. Как пишет Ачба, первое имя — Фатьма — было именем, данным девушке при рождении, полным же её именем до вступления в гарем было Фатьма Кадрие Ачба. Отец Фатьмы служил последовательно двум султанским сыновьям: Юсуфу Изеддину, сыну Абдул-Азиза, и Мехмету Селиму, сыну Абдул-Хамида II. Помимо Фатьмы в семье воспитывалось ещё двое детей: дочь Айше Махизер-ханым (1871—1948) и сын Шюкрю-бей (1878—1940). Турецкий историк Недждет Сакаоглу приводит другую версию происхождения Фатьмы Песенд: неизвестны ни место рождения, ни родители этой женщины, однако известен предполагаемый год её рождения, 1876 год, и то, что она была черкешенкой.
Харун Ачба сообщает, что Фатьма очень хорошо играла на пианино и рисовала. Она брала уроки рисования у своей двоюродной сестры Михри Расим Мюшфик, первой женщины-художницы в Турции. Кроме того, Фатьма свободно владела французским и итальянским языками и увлекалась верховой ездой, регулярно выезжая на арабских скакунах, принадлежавших семье. Она также имела широкие культурные познания и любила читать.

### Жена султана
Двоюродной племянницей Фатьмы Песенд по мужской линии была мемуаристка и придворная дама Лейла Ачба: отец Лейлы, Мехмед Рефик-бей, был племянником Сами-бея. Лейла так писала о тётке в своих воспоминаниях: «Мой старший дядя Сами-бей был в обслуге Селима-эфенди — шахского сына. Жену Сами-бея однажды мать Селима, госпожа Бедрифелек, пригласила во дворец. Приняв приглашение, женщина взяла с собой своих двух дочерей. Когда они пришли во дворец, по пути к женским покоям, они проходили мимо особняка, где жил падишах, в этот момент Абдул-Хамид II заметил Фатьму-ханым, а она остановилась и поинтересовалась у спутников, кто этот мужчина в окне. Сопровождавшие слуги увидели господина и сказали: „Ради Аллаха, замолчи, милая, это же падишах“. Слуги продолжили путь, однако Фатьма-ханым подчёркнуто вежливо поклонилась султану, таким образом поприветствовав его, и только потом продолжила свой путь. Этот поступок молодой девушки пришёлся по душе султану Абдул-Хамиду II. Тут же он позвал людей и спросил кто такая эта девушка. Наконец, выяснилось, что это дочь Сами-бея, и султан попросил у него Фатьму». 20 июля 1896 года Фатьма стала женой Абдул-Хамида II. После свадьбы Фатьма сменила имя на Песенд и в дальнейшем носила титул третьей икбал. Сакаоглу же пишет, что Фатьму Песенд брату подарила сестра Джемиле-султан и что девушка носила титул четвёртой икбал султана. Турецкий историк Чагатай Улучай также пишет, что Фатьма Песенд носила титул четвёртой икбал, однако уточняет, что когда Пейвесте Ханым-эфенди получила титул второй икбал, сама Фатьма Песенд была повышена до статуса третьей икбал.
В 1897 году Фатьма Песенд родила дочь Хатидже, которую османист Энтони Алдерсон ошибочно называет дочерью третьей жены (кадын-эфенди) Дильпесенд Кадын-эфенди. Хатидже тяжело заболела и умерла в возрасте 8 месяцев или 4 лет, что весьма опечалило Фатьму: Лейла Ачба пишет, что со дня смерти дочери Фатьма Песенд ни разу не улыбнулась. В память о дочери Абдул-Хамид II приказал построить детскую больницу Шишли Этфаль, ставшую первой детской больницей в Османской империи. Фатьма Песенд занималась управлением этой больницы: Лейла Ачба сообщает, что по меньшей мере раз в неделю Фатьма посещала это лечебное заведение, осматривала состояние здания и лично встречалась с больными; по сообщению Харуна Ачбы, особое внимание она уделяла сиротам. По воспоминаниям Лейлы, пока Фатьма следила за порядком, здание больницы было в хорошем состоянии, однако в дальнейшем оно пришло в запустение.
Харун Ачба пишет, что Фатьма Песенд была очень красивой женщиной, высокой, с длинными вьющимися светло-каштановыми волосами и голубыми глазами. Она была одной из тех жён султана, которых он любил и которым доверял. Сакаоглу и Улучай отмечают, что султан был очень близок с этой женой: он навещал её каждый день и подолгу разговаривал с ней. Харун Ачба отмечает, что Фатьма Песенд имела авторитет и влияние во дворце, в народе же она была известна своим добросердечием и терпимостью. Фатьма всегда помогала бедным семьям материально; так, однажды она сняла с шеи драгоценное ожерелье и подарила его нуждающейся женщине. Абдул-Хамид очень гордился этой своей женой.

### Свержение мужа и вдовство
После свержения мужа в 1909 году Фатьма Песенд отправилась с ним в ссылку в Салоники, но через год вернулась в Стамбул. Харун Ачба пишет, что она поселилась в доме своего отца, однако Сакаоглу отмечает, что не имевшую собственного имущества жену отца приютила дочь Дильпесен Кадын-эфенди Наиле-султан. В кругу семьи она пыталась забыть об отречении мужа, но так и не смогла оправиться от происходящего. Когда Абдул-Хамида вернули в Стамбул, поскольку он выказал лояльность правительству, Фатьма Песенд несколько раз обращалась во дворец с просьбой разрешить ей остаться с мужем во дворце Бейлербейи, но каждый раз получала отказ.
Харун Ачба пишет, что после смерти Абдул-Хамида в 1918 году Фатьма Песенд заплела свои волосы в косы, остригла их и выбросила в море. Он также отмечает, что во вдовстве она вела весьма скромную жизнь. По мнению Харуна и Лейлы Ачба, Фатьма Песенд скончалась 5 ноября 1924 года в особняке своего отца в Ваникёе — спустя 8 месяцев после изгнания династии Османов из страны. Тогда как Сакаоглу пишет, что умерла она в Стамбуле в 1924 году без указания конкретной даты. Он также отмечает, ссылаясь на турецкого драматурга Нахида Сырры Орика, что Фатьма Песенд планировала купить дом и выйти замуж за некоего врача, однако «внезапно скончалась под воздействием наркотиков».
Тело Фатьмы Песенд было погребено рядом с могилой матери на общественном кладбище Караджаахмет в Ускюдаре, поскольку по законам Турецкой Республики она являлась обычным гражданином страны и не могла быть похоронена в мавзолеях династии.